# 가미야마 교스케
가미야마 교스케(일본어: 神山 京右, 2000년 1월 2일~)는 일본의 축구 선수이다.

## 구단 경력
그는 2022년 J3리그의 카탈레 도야마에 입단했다. 2024년 J3리그 3위를 기록하여 J2리그로 승격했다.